# Ludovico Censi
Ludovico Censi (Fermo, 21 maggio 1895 – San Severino Marche, 13 settembre 1964) è stato un aviatore, militare e diplomatico italiano, che partecipò insieme a Gabriele D'Annunzio al Volo su Vienna del 9 agosto 1918.

## Biografia
Nacque a Fermo il 21 maggio 1895 da una nobile famiglia, e dopo essersi arruolato nel Regio Esercito prestò servizio come ufficiale di cavalleria con il grado di sottotenente di complemento. Dopo l'entrata in guerra dell'Italia, il 24 maggio 1915, su sua richiesta fu trasferito dapprima all'artiglieria e poi al Corpo Aeronautico Militare. Dopo aver conseguito il brevetto di pilota e poi quello di pilota militare, al 13 maggio 1918 era in servizio con il grado di tenente presso la 76ª Squadriglia, dove prese parte a numerose azioni belliche venendo decorato con una Medaglia di bronzo al valor militare per aver abbattuto due aerei nemici ed altri tre in collaborazione oltre alla Medaglia d'oro del premio Pirelli.
Il 2 febbraio 1918 fu costituita la 87ª Squadriglia "Serenissima", al comando del capitano Alberto Masprone, ed egli vi fu trasferito alla fine del mese di maggio insieme a tenenti Piero Massoni e Domenico Pastorello, Vincenzo Contratti, ed i sottotenenti Umberto Garelli, Giuseppe Sarti e Giacchino Sartor. Poco tempo dopo, in tempo per l'azione su Pola del 17 luglio, vi arrivò anche Gino Allegri.
In vista della missione di ricognizione e lancio di manifestini su Vienna fu uno dei sette piloti selezionati per la missione. L’8 agosto il comandante Gabriele D'Annunzio decise di effettuare un secondo tentativo di volo con gli undici aerei che erano rimasti dopo la prima, disastrosa, prova del 2 agosto, ma a causa del maltempo imperante la squadriglia fu costretta a ritornare alla base di partenza. Censi, partito in ritardo per problemi al propulsore, e che stava volando alla massima velocità consentita per ricongiungersi alla squadriglia, non riuscì ad avvistare gli altri aerei perché avevano invertito la rotta. Giunto sopra le Alpi Giulie le condizioni atmosferiche si trasformarono in una vera e propria bufera, ed egli, per alleggerire l'aereo fu costretto a lanciare i volantini ritornando con grande difficoltà sul campo di San Pelagio. Nonostante la possibilità che i volantini, lanciati in territorio controllato dal nemico, ne avessero allertato le difese, il giorno successivo sette aerei, tra cui il suo, partirono regolarmente per la missione. 
Il 19 agosto successivo fu trasferito alla 122ª Squadriglia, di stanza sul campo d'aviazione di Ponte San Pietro, provincia di Bergamo, dove rimase fino al termine delle ostilità.
Nel 1919 Censi, con alcuni aerei, seguì D’Annunzio nella spedizione di Fiume, dove il Vate costituì la Reggenza italiana del Carnaro con la quale si voleva affermare un nuovo modello di ordinamento politico ed economico. Sedici mesi dopo, nel Natale del 1920, le truppe del Regio Esercito, dopo uno scontro a fuoco con i legionari fiumani posero termine all'avventura dannunziana. La firma del trattato di Rapallo aveva assegnato la Dalmazia al Regno di Jugoslavia, tranne Zara che entrò a far parte del Regno d’Italia, mentre la città di Fiume fu dapprima considerata città libera sotto tutela internazionale, venendo poi annessa definitivamente al Regno d'Italia. Rientrato in Patria, nel 1923, con l'istituzione del Commissariato per l'aeronautica retto da Aldo Finzi, partecipò alla costituzione della Regia Aeronautica, ma poco tempo dopo abbandonò il mondo dell'aviazione per intraprendere la carriera diplomatica. Ricoprì l’incarico di Console d’Italia in diverse città e capitali del mondo, rientrando in Italia dall'America del nord nel 1941, in piena seconda guerra mondiale. Aderito alla Repubblica Sociale Italiana, a partire dal 18 novembre 1943 ricoprì l'incarico di Incaricato d'affari presso la Repubblica Slovacca con sede a Bratislava, con la qualifica di Console di 2ª classe.
Andato definitivamente in pensione il 5 maggio 1950, prese residenza a San Severino Marche e vi risiedette fino alla sua morte avvenuta il 13 settembre 1964. Il suo corpo fu sepolto nel Cimitero comunale di San Severino dopo una solenne cerimonia funebre cui partecipò un picchetto d’onore dell’Aeronautica Militare.
La sezione di Macerata dell'Associazione Arma Aeronautica porta il suo nome, così come la sezione dell'Associazione Nazionale Arma di Cavalleria e una via di San Severino Marche.

### Annotazioni
1. ↑  Suo padre Lodovico di professione faceva l'avvocato.
2. ↑  Il primo nucleo di piloti era composto dai tenenti Giordano Bruno Granzarolo, Aldo Finzi ed Antonio Locatelli, con i sottotenenti Francesco Ferrarin, Carlo Fornasari, Alberto Grazzini, Lionello Marani e Guglielmo Vianini.
3. ↑  Fu mandato da Budapest a Bratislava insieme ai funzionari Adalberto Perego e Zulco Fugaro.
4. ↑  Sulla sua tomba è stato inciso il seguente motto: Ardito pilota da caccia, con magnifico volo, affermava su Vienna la potenza delle ali d’Italia. 9 agosto 1918.

### Fonti
1. 1 2 3 4 5 6  Mancini 1936, p. 170.
2. 1 2  Rebora 1973, p. 97.
3. 1 2  ACTA n.41, gennaio-marzo 2000, p. 9.